# NGC 4612
NGC 4612 (другие обозначения — UGC 7850, MCG 1-32-134, ZWG 42.205, VCC 1883, PGC 42574) — линзообразная галактика (SB0) в созвездии Девы.
На фоне перед NGC 4612 находится относительно яркая звезда, что может приводить к ошибкам в измерении полной светимости галактики. Галактика удалена на 16,6 Мпк. Рентгеновская светимость её ядра составляет 2,2⋅1038 эрг/с, масса сверхмассивной чёрной дыры в центре — 108 M⊙.
Этот объект входит в число перечисленных в оригинальной редакции «Нового общего каталога».